# 952 هـ
952 هـ هي سنة في التقويم الهجري امتدت مقابلةً في التقويم الميلادي بين سنتي 1545 و1546.

## وفيات
- أبو الحسن البكري